# معادن الكربونات

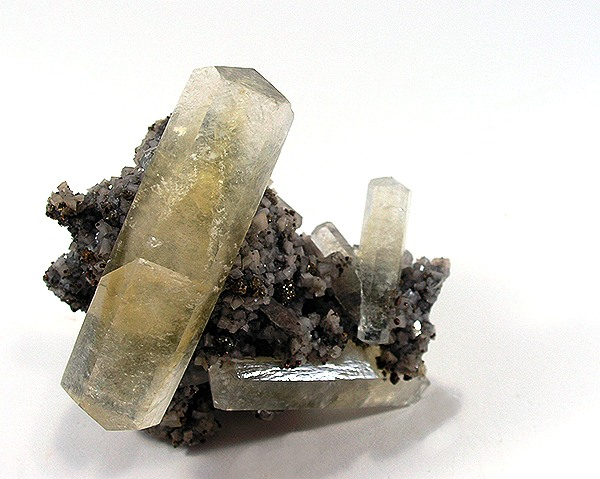
بلورات من الكالسيت، وهو أحد معادن الكربونات.

معادن الكربونات هي صنف من المعادن التي تحوي على أيون الكربونات 2−CO3 في تركيبها الكيميائي.

## أقسام معادن الكربونات

### الكربونات اللامائية
- مجموعة الكالسيت: نظام بلوري سداسي
  - كالسيت CaCO3
  - غاسبيت Ni,Mg,Fe+2)CO3)
  - مغنيسيت MgCO3
  - أوتافيت CdCO3
  - رودوكروسيت MnCO3
  - سيدريت FeCO3
  - سميثسونيت ZnCO3
  - سفيروكوبالتيت CoCO3

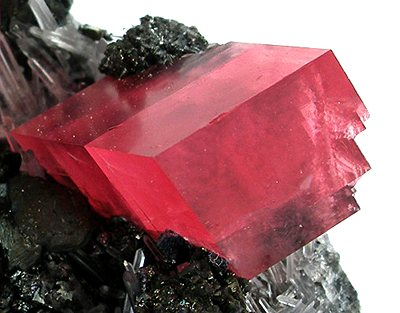
رودوكروسيت

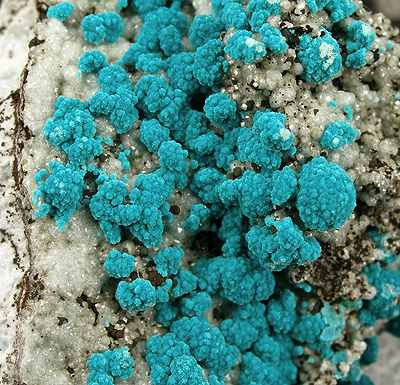
سميثسونيت

- مجموعة الأراغونيت: نظام بلوري معيني قائم
  - أراغونيت CaCO3
  - سيروسيت PbCO3
  - سترونشيانيت SrCO3
  - وذريت BaCO3
  - روذرفوردين UO2CO3
  - ناتريت Na2CO3

### كربونات مشتركة لامائية

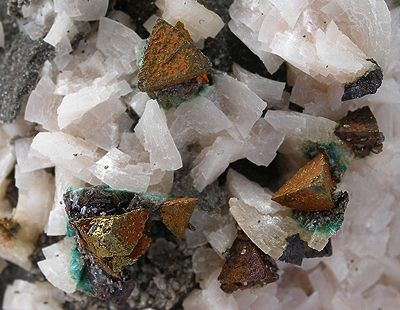
دولوميت مع كالسيت وكالكوبيريت

- مجموعة الدولوميت: نظام بلوري سداسي
  - أنكريت CaFe(CO3)2
  - دولوميت CaMg(CO3)2
  - هنتيت Mg3Ca(CO3)4
  - منريكورديت CaZn(CO3)2
  - باريتوكالسيت BaCa(CO3)2

### كربونات مع هيدروكسيل أو هالوجين

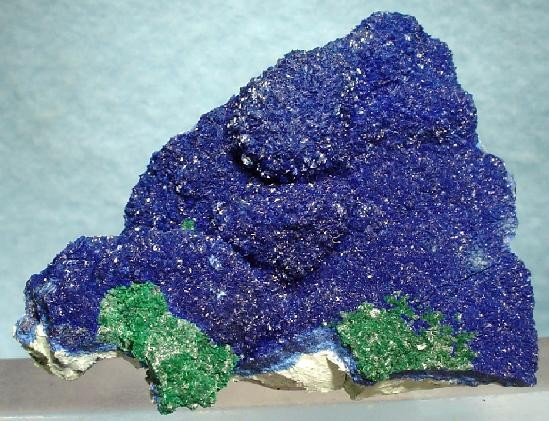
أزوريت مع مالاكيت.

- كربونات مع هيدروكسيد: نظام بلوري أحادي الميل
  - أزوريت Cu3(CO3)2(OH)2
  - هيدروسيروسيت Pb3(CO3)2(OH)2
  - مالاكيت Cu2CO3(OH)2
  - روساسيت Cu,Zn)2CO3(OH)2)
  - فوسجينيت Pb2(CO3)Cl2
  - هيدروزنكيت Zn5(CO3)2(OH)6
  - أوريكالسيت Zn,Cu)5(CO3)2(OH)6)

### كربونات مميهة
- هيدرومغنيسيت Mg5(CO3)4(OH)2.4H2O
- إيكايت (CaCO3·6(H2O
- لانسفورديت (MgCO3·5(H2O
- نطرون (Na2CO3·10(H2O

تتضمن أصناف الكربونات تصنيفاً إضافياً يشمل النترات وفق نظام تصنيف دانا وشترونز.